# بيرت بيير
بيرت بيير هو لاعب هوكي الجليد كندي، ولد في 12 نوفمبر 1910 في Port Credit ‏ في كندا، وتوفي في 19 يوليو 1992.

## وصلات خارجية
- بيرت بيير على موقع دوري الهوكي الوطني (الإنجليزية)
- بيرت بيير على موقع قاعة مشاهير الهوكي (لاعب أن.إتش.أل) (الإنجليزية)
- بيرت بيير على موقع EliteProspects.com (الإنجليزية)
- بيرت بيير على موقع HockeyDB.com (الإنجليزية)
- بيرت بيير على موقع Hockey-Reference.com (الإنجليزية)